# Гоквіем (Вашингтон)
Гоквіем (англ. Hoquiam) — місто (англ. city) в США, в окрузі Ґрейс-Гарбор штату Вашингтон. Населення — 8776 осіб (2020).

## Географія
Гоквіем розташований за координатами 46°58′35″ пн. ш. 123°54′39″ зх. д. / 46.97639° пн. ш. 123.91083° зх. д. (46.976412, -123.910803).  За даними Бюро перепису населення США в 2010 році місто мало площу 40,41 км², з яких 23,37 км² — суходіл та 17,04 км² — водойми. В 2017 році площа становила 42,49 км², з яких 24,65 км² — суходіл та 17,84 км² — водойми.

### Клімат
| Клімат : Гоквіем        | Клімат : Гоквіем | Клімат : Гоквіем | Клімат : Гоквіем | Клімат : Гоквіем | Клімат : Гоквіем | Клімат : Гоквіем | Клімат : Гоквіем | Клімат : Гоквіем | Клімат : Гоквіем | Клімат : Гоквіем | Клімат : Гоквіем | Клімат : Гоквіем | Клімат : Гоквіем |
| Показник                | Січ.             | Лют.             | Бер.             | Квіт.            | Трав.            | Черв.            | Лип.             | Серп.            | Вер.             | Жовт.            | Лист.            | Груд.            | Рік              |
| Абсолютний максимум, °C | 17,2             | 22,2             | 25,0             | 28,3             | 33,9             | 35,6             | 37,2             | 36,7             | 35,6             | 28,3             | 21,1             | 15,6             | 37,2             |
| Середній максимум, °C   | 8,2              | 9,9              | 11,2             | 13,2             | 15,8             | 17,8             | 19,8             | 20,2             | 19,7             | 15,6             | 11,0             | 8,3              | 14,2             |
| Середній мінімум, °C    | 2,8              | 3,2              | 3,7              | 5,2              | 7,7              | 10,1             | 11,5             | 11,9             | 10,5             | 7,5              | 4,7              | 2,9              | 6,8              |
| Абсолютний мінімум, °C  | −8,9             | −10,6            | −5,6             | −2,8             | −1,7             | 2,2              | 1,7              | 4,4              | 0,0              | −2,2             | −11,1            | −12,8            | −12,8            |
| Норма опадів, мм        | 263              | 195              | 187              | 124              | 80               | 57               | 30               | 40               | 76               | 166              | 273              | 272              | 1763             |
| Днів з опадами          | 22               | 19               | 21               | 18               | 14               | 13               | 7                | 8                | 10               | 16               | 21               | 23               | 192,0            |
| ----------------------- | ---------------- | ---------------- | ---------------- | ---------------- | ---------------- | ---------------- | ---------------- | ---------------- | ---------------- | ---------------- | ---------------- | ---------------- | ---------------- |
| Джерело:                |                  |                  |                  |                  |                  |                  |                  |                  |                  |                  |                  |                  |                  |

## Демографія
Згідно з переписом 2010 року, у місті мешкало 8726 осіб у 3480 домогосподарствах у складі 2119 родин. Густота населення становила 216 осіб/км².  Було 3938 помешкань (97/км²).
Расовий склад населення:
| - 85,5 % — білих - 3,9 % — корінних американців - 1,1 % — азіатів - 0,8 % — чорних або афроамериканців - 0,2 % — вихідців з тихоокеанських островів - 4,2 % — осіб інших рас |

До двох чи більше рас належало 4,2 %. Частка іспаномовних становила 9,5 % від усіх жителів.
За віковим діапазоном населення розподілялося таким чином: 24,2 % — особи молодші 18 років, 60,8 % — особи у віці 18—64 років, 15,0 % — особи у віці 65 років та старші. Медіана віку мешканця становила 37,6 року. На 100 осіб жіночої статі у місті припадало 95,8 чоловіків;  на 100 жінок у віці від 18 років та старших — 92,9 чоловіків також старших 18 років.
Середній дохід на одне домашнє господарство  становив 48 173 долари США (медіана — 32 238), а середній дохід на одну сім'ю — 52 500 доларів (медіана — 43 420). Медіана доходів становила 45 849 доларів для чоловіків та 30 631 долар для жінок. За межею бідності перебувало 28,6 % осіб, у тому числі 42,3 % дітей у віці до 18 років та 12,0 % осіб у віці 65 років та старших.
Цивільне працевлаштоване населення становило 2992 особи. Основні галузі зайнятості: освіта, охорона здоров'я та соціальна допомога — 21,7 %, виробництво — 15,6 %, роздрібна торгівля — 12,3 %, мистецтво, розваги та відпочинок — 9,3 %.